# 동익산 나들목
동익산 나들목(E.Iksan IC)은 전북특별자치도 익산시 덕기동에 설치될 예정인 익산평택고속도로의 교차로이다. 2034년에 개통될 예정이다.

## 역사
- 2019년 12월 6일 : 나들목 신설을 위해 익산시 도시계획시설 교통광장에 덕기동 일원을 동익산 나들목으로 고시[1]

## 구조물 정보
트럼펫형 입체 교차로로 계획되어 있다.
- 위치 : 전북특별자치도 익산시 덕기동

## 접속하는 도로
- 지방도 제720호선 (무왕로)